# Germasógeia (dammbyggnad)
Germasógeia är en dammbyggnad i Cypern.   Den ligger i distriktet Eparchía Lemesoú, i den centrala delen av landet, 50 km sydväst om huvudstaden Nicosia. Germasógeia ligger 69 meter över havet. Den ligger på ön Cypern.
Terrängen runt Germasógeia är kuperad åt nordost, men åt sydväst är den platt. Germasógeia ligger nere i en dal.  Närmaste större samhälle är Limassol, 7,9 km sydväst om Germasógeia. 